# Liste de films sur le conflit israélo-palestinien
Voici une liste des films en rapport avec des événements historiques, classés par ordre chronologique 
- Exodus (d'Otto Preminger, 1960)

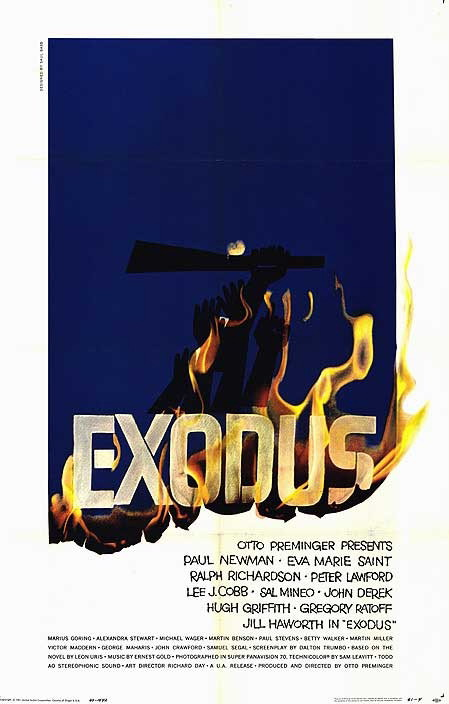
Exodus

- L'Ombre d'un géant (de Melville Shavelson, 1966)
- Les Dupes (de Tawfiq Saleh, 1971)
- Ici et ailleurs (d'Anne-Marie Miéville et Jean-Luc Godard, 1974)
- L'Olivier du Groupe cinéma de l'université de Vincennes
- Victoire à Entebbé (de Marvin J. Chomsky, 1976)
- Raid sur Entebbe (d'Irvin Kershner, 1977)
- Hanna K. (de Costa-Gavras, 1983)
- Au-delà des murs (de Uri Barbash, 1984)
- La Petite Fille au tambour (de George Roy Hill, 1984)
- Gaza Ghetto (de Per-Åke Holmquist, 1985)
- Deadline (de Nathaniel Gutman, 1987)
- Noce en Galilée (de Michel Khleifi, 1987)
- Double Edge ou Trois semaines à Jérusalem (d'Amos Kollek, 1992)
- Les Patriotes (d'Éric Rochant, 1993)
- Les hirondelles ne meurent pas à Jérusalem (de Ridha Béhi, 1994)
- Le Conte des trois diamants (de Michel Khleifi, 1995)
- Chronique d'une disparition (d'Elia Suleiman, 1998)
- Cyber Palestine (d'Elia Suleiman, 1999)
- Le Tombeau (de Jonas McCord, 2001)
- Eden (d'Amos Gitaï, 2001)
- Kedma (d'Amos Gitaï, 2002)
- Intervention divine (d'Elia Suleiman, 2002)
- Août, avant l'explosion (d'Avi Mograbi, 2002)
- Jenin, Jenin (de Mohammed Bakri, 2002)
- Persona non grata (d'Oliver Stone, 2003)
- Le Mariage de Rana, un jour ordinaire à Jérusalem (de Hany Abu-Assad, 2003)
- Les Enfants d'Arna (de Juliano Mer-Khamis, 2003)
- Soif (de Tawfik Abu Wael, 2004)
- Mur (de Simone Bitton, 2004)
- Private (de Saverio Costanzo, 2004)
- Paradise Now (de Hany Abu-Assad, 2005)
- Munich (de Steven Spielberg, 2005)
- The Bubble (d'Eytan Fox, 2006)
- Ô Jérusalem (d’Élie Chouraqui, 2006)
- Occupation 101 (de Sufyan Omeish et Abdallah Omeish, 2006)
- Désengagement (d'Amos Gitaï, 2007)
- The Sons of Eilaboun (de Hisham Zreiq, 2007)
- L'Anniversaire de Leila (de Rashid Masharawi, 2008)
- Rien que pour vos cheveux (de Dennis Dugan, 2008)
- Rachel de Simone Bitton, 2009)
- Z32 (d'Avi Mograbi, 2009)
- Budrus (de Julia Bacha, 2009)
- Une jeunesse israélienne (de Mushon Salmona, 2009)
- Le Temps qu'il reste (d'Elia Suleiman, 2009)
- Ajami (de Scandar Copti et Yaron Shani, 2009)
- D'une seule voix (de Xavier de Lauzanne, 2009)
- Fix ME (de Raed Andoni, 2010)
- Aisheen (de Nicolas Wadimoff, 2010)
- Miral (de Julian Schnabel, 2010)
- Derniers jours à Jérusalem (d'Emad Burnat et Guy Davidi, 2011)
- Le Cochon de Gaza (de Sylvain Estibal, 2011)
- La Vallée des loups - Palestine (de Zübeyr Şaşmaz, 2011)
- Gaza-strophe, Palestine (de Samir Abdallah et Khéridine Mabrouk, 2011)
- Une bouteille à la mer (de Thierry Binisti, 2012)
- My Land (de Nabil Ayouch, 2012)
- Rock the Casbah (de Yariv Horowitz, 2012)
- Cinq caméras brisées (de Tawfik Abu Wael, 2013)
- Alata (de Michael Mayer, 2013)
- Bethléem (de Yuval Adler, 2013)
- L'Attentat (de Ziad Doueiri, 2013)
- Dans un jardin je suis entré (d'Avi Mograbi, 2013)
- Zaytoun (d'Eran Riklis, 2013)
- Derrière les fronts : Résistances et résiliences en Palestine (d'Alexandra Dols, 2017)
- Tantura (d'Alon Schwarz, 2022)
- Coexistence, My Ass! (d'Amber Fares, 2025)